# Contea di Scott (Virginia)
La contea di Scott (in inglese Scott County) è una contea dello Stato della Virginia, negli Stati Uniti. La popolazione al censimento del 2000 era di 23 403 abitanti. Il capoluogo di contea è Gate City.